# Ingólfur Sigurðsson
Ingólfur Sigurðsson (Reykjavík, 24 februari 1993) is een IJslands voetballer die als aanvaller speelt.
Ingólfur begon bij Valur Reykjavík en kwam in 2007 in de jeugdopleiding bij sc Heerenveen. Hij vertrok eind 2008 vanwege een angststoornis. Vervolgens kwam hij bij KR Reykjavík in het eerste team in de Úrvalsdeild en in 2010 keerde hij terug bij Heerenveen. Een jaar later vertrok hij wederom vanwege heimwee. Ingólfur speelde wederom voor Valur en zat ook kort bij het Deense Lyngby BK. Bij Þróttur Reykjavík, KV Reykjavík, UMF Víkingur en Fram Reykjavík speelde hij in de 1. deild karla. In 2016 speelde hij met KH Reykjavík in de 4. deild karla. Hij gaf aan graag terug te keren naar Nederland en hij liep stage bij FC Volendam, FC Emmen en VV IJsselmeervogels. In januari 2017 sloot hij aan bij IJsselmeervogels en speelde in twee wedstrijden in de Derde divisie. In februari verliet hij de club al wegens heimwee.